# Liste von Mitgliedern des Corps Teutonia zu Marburg
Die Liste von Mitgliedern des Corps Teutonia zu Marburg verzeichnet notable Angehörige und die Ehrenmitglieder des Corps Teutonia zu Marburg.

## Marburger Teutonen

### Juristen, Ökonomen, Industrielle
- Helmuth Albrecht (1885–1953), MdR
- Carl Wilhelm Althaus (1822–1907), Regierungsrat, MdHdA
- Hans-Jürgen Amelung (1924–1996), Bankmanager
- Viktor Baumgard (1836–1903), I. Staatsanwalt, MdHdA
- Walter Bloem (1868–1951), Schriftsteller
- Hugo Blumhagen (1875–1963), Kolonial- und Ministerialbeamter
- Karl Böttcher (Jurist) (1905–1963), Verwaltungs- und Versicherungsjurist, Landrat in der Neumark, Ministerialbeamter
- Edmund Bohne (1886–1954), Landrat des Kreises Zauch-Belzig, Mitglied des Brandenburgischen Provinziallandtags und des Preußischen Staatsrats
- Adolf Braun (1847–1914), Direktor der Deutschen Hypothekenbank, Ehrenbürger der Stadt Meiningen
- Hans-Joachim Caesar (1905–1990), Bankenjurist
- Friedrich Coester (1847–1927), Richter am Preußischen Oberverwaltungsgericht
- Friedrich Cornelius (1817–1885), Landrat in Marburg, Hanau und Fulda, Polizeidirektor in Hanau
- Ferdinand Duysing (1822–1885), Landgerichtsrat in Kassel
- Karl August Eckhardt, Rechtshistoriker
- Walter Eckhardt (1906–1994), Politiker in Bayern (GB/BHE, CSU), MdL, MdB
- Wilhelm Eckhardt (1871–1934), Kommunalpolitiker, Regional- und Studentenhistoriker
- Hans Eichler (1879–1956), Vorstand der Gelsenkirchener Bergwerks-AG und der Vereinigten Stahlwerke AG
- Hermann Eichler (1885–1968), Generalrichter
- Carl August Emge (1886–1970), Rechtsphilosoph und Rechtssoziologe, Leiter des Nietzsche-Archivs
- Friedrich Carl Endemann (1833–1909), MdR
- Wilhelm Endemann (1825–1899), Rechtswissenschaftler, MdR
- Ekkehart Eymer (* 1945), Unternehmer, MdB
- Heinrich Fick (1822–1895), Rechtswissenschaftler, Rektor der Universität Zürich
- Hans Friderichs (* 1931), Bundesminister in der sozialliberalen Koalition
- Franz Gehrken (um 1809–vor 1865), Landrat in Kulm, Kreisgerichtsrat
- Otto Gleim (1866–1929), Gouverneur von Kamerun, Unterstaatssekretär im Reichskolonialamt
- Wilhelm Gleim (1820–1881), MdR
- Rainer Goerdeler (* 1941), Ministerialbeamter
- Ulrich Goerdeler (1913–2000), Notar und Politiker (CDU)
- Robert von Görschen (1864–1936), Landrat, Vizeregierungspräsident in Aachen
- Ferdinand Gößmann (1840–1921), Richter, MdHdA
- Paul Goetsch (1867–1932), deutscher Gesandter in Montevideo
- Friedrich Gollert (1904–1960), Rechtsanwalt und Verwaltungsjurist, ab August 1944 Amtsleiter des Distrikts Warschau
- Oskar Graemer (1883–1930), Oberbürgermeister in Rheydt
- Ludwig Gundlach (1837–1921), Kreisdirektor in Molsheim und Metz
- Rudolf Haarmann (1883–1962), Bürgermeister und Landrat in Münden
- Carl Haensel (1889–1968), Rechtsanwalt und Schriftsteller
- Philipp Heimann (1881–1962), Landrat und Reichsrichter
- Adalbert Hengsberger (1853–1923), letzter Bürgermeister von Bockenheim, langjähriger Abgeordneter im Kommunal- und Provinziallandtag
- Günther Henle (1899–1979), Politiker (CDU)
- Heinrich von Heydwolff (1823–1886), Abgeordneter der kurhessischen Ständeversammlung
- Günther Ibing (1910–1992), Industrieller
- Heinrich Janssen (1900–1979), Oberbürgermeister von Hameln
- Paul Joachimi 1 (1909–1993), Verwaltungsjurist, 1975–1979 Vorsitzender des Verbandes (Alter) Marburger Teutonen
- Christian Joachimi 2 (1948–2010), Verwaltungsjurist im Behindertenwesen
- Alfred Klauhold (1818–1890), Versicherungsjurist, MdHB
- Gerhard Köpke (1873–1953), Konsularbeamter
- Victor Krause (1870–1953), Verwaltungsjurist, Polizeipräsident in Wiesbaden
- Rudolf Krohne (1876–1953), Politiker (DVP)
- Alfred Krüttner (1904–1984), Präsident der Wehrbereichsverwaltung II
- Dieter Kümmell (1911–1988), Verwaltungsjurist und Ministerialbeamter
- Robert Lehr (1883–1956), Oberbürgermeister von Düsseldorf, Mitbegründer der CDU, Bundesinnenminister, Ehrensenator der Universität Marburg
- Hans von Loewenstein zu Loewenstein (1874–1959), Bergassessor, MdR
- Wilhelm Lueg (1880–1956), Kolonial- und Ministerialbeamter
- Gerhard Mischke (1898–1987), Richter und Verwaltungsjurist in Hessen
- Otto Münkel (1875–1939), Verwaltungsjurist und Parlamentarier
- Georg Muttray (1894–1983), Verwaltungsjurist und Ministerialbeamter
- Heinrich Northe (1908–1985), Botschafter
- Friedrich Pfeiffer (1815–1879), Obergerichtsrat in Fulda, Bremer Bürgermeister und Senatspräsident, Mitglied der Kurhessischen Ständeversammlung und des Erfurter Unionsparlaments, MdBB
- Henry Picker (1912–1988), Protokollant von Hitlers Tischgesprächen
- Victor Platner (1822–1888), Privatrechtler in Marburg
- Franz Rang (1831–1893), Bürgermeister von Fulda, MdR
- Werner Rhode (1884–1951), Abgeordneter im Preußischen Landtag, MdR
- Friedrich Ristow (1941–2024), Verwaltungs- und Kirchenjurist
- Otto Röer (1881–1957), Landeshauptmann in Schleswig-Holstein
- Carl Wilhelm Rohde (1809–1888), Erster Verwaltungsbeamter des Verwaltungsamts Marburg, Landrat in Kirchhain
- Georg August Rudolph (1816–1893), Oberbürgermeister von Marburg
- August Rühl (1815–1850), Oberbürgermeister von Hanau, Mitglied der Frankfurter Nationalversammlung
- Ludwig Schantz (1805–1880), Landrat in Ziegenhain und Rotenburg
- Max E. Schmidt (1872–1945), Kaufmann
- Wilhelm Schmidt (1811–1892), Verwaltungs- und Kirchenjurist im Kurfürstentum Hessen und in Hessen-Nassau, Konsistorialpräsident in Kassel
- Gustav Schneider (1847–1913), Oberbürgermeister von Erfurt und Magdeburg
- Ernst von Schönfeldt (* 1937), Richter und FDP-Politiker, MdBB
- Karl Schraub (1847–1917), Reichsgerichtsrat
- Gerhard Schroeder (1909–1963), Stahlindustrieller
- Ferdinand von Schutzbar (1813–1891), kurhessischer Obergerichtsrat, Rittergutsbesitzer, Präsident der Ersten Kammer der Kurhessischen Ständeversammlung, Vorsitzender des Kommunallandtags Kassel, MdHH
- Wilhelm Sinning (1889–1968), Bundesrichter
- Gerd Springorum (1911–1995), Manager, MdB
- Johannes Staemmler (1860–1946), evangelischer Pfarrer in Posen
- Ludwig von Stiernberg (1835–1913), Amtsgerichtsrat, MdHdA
- Adolf Stölzel (1831–1919), Rechtswissenschaftler
- Richard Strahl (1884–1957), Ministerialbeamter im Finanzwesen
- Friedrich von Trott zu Solz (1835–1894), Landrat der Kreise Gelnhausen und Fulda, MdHdA, Konsistorialpräsident der Evangelischen Landeskirche in Hessen-Kassel
- Klaus Vygen (1939–2011), Baurechtler, Vorsitzender Richter am OLG Düsseldorf
- Wilhelm Weinmann (um 1853–1918), Kreisdirektor in Saargemünd
- Georg Werner (1868–1947), Präsident des OLG Naumburg
- Fritz Winkhaus (1865–1932), Vorstand der Hoesch AG
- Philipp von Wintzingerode (1812–1871), Minister in Hessen und Thüringen
- Hermann Wolff von Gudenberg (1812–1880), Landrat der Landkreise Hünfeld und Schlüchtern
- Hans-Jürgen Zechlin (* 1934), Volkswirt

### Mediziner
- Moritz Alsberg (1840–1920), Anthropologe
- Albin Angerer (1885–1979), Studentenhistoriker
- Georg Arndt (1874–1929), Dermatologe in Straßburg und Berlin
- Walter Daust (1901–1963), Chirurg und Gynäkologe in Kanton und Shanghai
- Emil Gasser (1847–1919), Anatom, Ordinarius in Bern und Marburg
- Tamme Goecke (* 1966), Gynäkologe und Pränatalmediziner
- Heinz Grießmann (1909–1988), Chirurg und Urologe in Neumünster
- Ralf Gutwald (* 1961), Mund-, Kiefer- und Gesichtschirurg, Dekan
- Carl Hansmann (1852–1917), Erfinder der Plattenosteosynthese
- Manfred Hohmann (* 1950), Geburtshelfer und Perinatalmediziner
- Fritz Hohmeier (1876–1950), Präsident der Ärztekammer Rheinland-Pfalz
- Carl Hueter (1838–1882), Chirurg, MdR
- Victor Hueter (1832–1897), Geburtshelfer und Wohltäter in Marburg
- Hans Jahrmärker (1921–2001), Kardiologe
- Hermann Kehl (1886–1967), Chirurg
- Franz König (1832–1910), Chirurg
- Fritz König (1866–1952), Neurochirurg
- Gottfried Krause (1838–1923), Abgeordneter des Provinziallandtages von Hessen-Nassau
- Wolfgang Künzel (* 1936), Gynäkologe, Geburtshelfer (Perinatalmedizin) und Hochschullehrer
- Wilhelm Küstner (1900–1980), Hals-Nasen-Ohren-Arzt, Hochschullehrer in Dresden und Magdeburg
- Hauke Lang (* 1963), Chirurg und Hochschullehrer
- Uwe Lang (1957–2019), Gynäkologe und Hochschullehrer
- Gerhard Lemmel (1902–1987), Internist und Hochschullehrer
- Hermann Lenhartz (1854–1910), Ärztlicher Direktor des Neuen Allgemeinen Krankenhauses Eppendorf in Hamburg
- Detlev Martens (1847–1905), Arzt, MdHdA
- Ernst Meyer (1871–1931), Psychiater, Rektor der Albertus-Universität
- Hans Much (1880–1932), Hygieniker
- Friedrich Pels Leusden (1866–1944), Chirurg
- Karl-Georg Pulver (1930–2019), Anästhesiologe
- Paul Römer (1876–1916), Hygieniker, Ordinarius in Greifswald und Halle
- Robert Rumpe (1857–1939), Arzt und Standespolitiker in Krefeld
- Hasso Scholz (* 1937), Pharmakologe
- Bernhard Schuchardt (1823–1911), Mediziner, Ministerialbeamter in Gotha
- Moritz Schuppert (1817–1887), Chirurg in New Orleans
- Arthur Slauck (1887–1958), Internist und Sanitätsoffizier
- Hans-Werner Springorum (* 1944), Chirurg und Orthopäde, Ehrenmitglied des Corps
- Hans Strahl (1857–1920), Anatom, Rektor der Hessischen Ludwigs-Universität
- August Stricker (1857–1925), praktischer Arzt
- Louis Viereck (1851–1922), Journalist und Naturheilkundler, MdR
- Paul Winkhaus (1862–1933), Urologe und Politiker (DDP) in Waldeck
- Reinhard Würzner (* 1959), Immunologe und Medizinischer Mikrobiologe
- Wolfram G. Zoller (* 1956), Internist, Gastroenterologe und Hochschullehrer

### Naturwissenschaftler
- Adolf Blomeyer (1830–1889), Agrarwissenschaftler
- Karl Ferdinand Braun (1850–1918), Nobelpreisträger für Physik
- Adolf Karl Ludwig Claus (1838–1900), Chemiker
- Paul Duden (1868–1954), Chemiker und Industrieller
- Edmund Hess (1843–1903), Mathematiker, Ehrenmitglied des Corps
- Carl Koch (1827–1882), Geologe
- Carl Friedrich Gustav Vogt (1839–1886), Pädagoge
- Albert Wigand (1821–1886), Botaniker

### Offiziere
- Karl Allmenröder (1896–1917), Jagdflieger, Träger des Pour le Mérite
- Robert Amelung (1877–1964), Marinearzt
- Peter-Erich Cremer (1911–1992), Korvettenkapitän der Kriegsmarine, Ritterkreuzträger
- Hanns Gleitsmann (1877–1935), Sanitätsoffizier der Kaiserlichen Marine und der Reichsmarine
- Kurt Graßhoff (1869–1952), Offizier der Kaiserlichen Marine
- Kurt Gerstein (1905–1945), Bekennender Christ und SS-Offizier
- Otto-Tile von Kalm (1889–1986), Offizier, zuletzt Generalmajor der Wehrmacht
- Anton Stuck (* 1919, vermisst seit 1944 in Rumänien), stud. iur., Hauptmann d. R., Ritterkreuzträger

### Theologen, Philologen, Künstler
- Max Begemann (1877–1949), Sänger
- Friedrich Bosse (1864–1931), Bibliothekar
- Wilhelm Begemann (1843–1914), Freimaurer
- Otto Braun (1824–1900), Schriftsteller und Journalist
- Philipp Braun (Pädagoge) (1844–1929), Altphilologe und Schulleiter
- Julius Dieterich (1864–1952), Archivar im Hessischen Staatsarchiv, Hochschullehrer in Gießen
- Wilhelm Alfred Eckhardt (1929–2019), Historiker und Archivar
- Wilhelm Fabricius (Historiker) (1857–1942), Bibliothekar
- Christian Heise (* 1936), Verleger
- Rolf Hetsch (1903–1946), Kunsthistoriker
- Gustav Janke (1849–1901), Verlagsbuchhändler
- Horst-Rüdiger Jarck (* 1941), Archivar in Osnabrück und Wolfenbüttel
- Wilhelm Mangold (1825–1890), Theologe, Universitätsrektor, MdHdA
- Adelbert Matthaei (1859–1924), Kunsthistoriker, Hochschullehrer in Kiel und Danzig
- Wilhelm Rullmann (1841–1918), Lehrer, Journalist und Schriftsteller
- Heinrich Scheffer (1808–1846), Schriftsteller, Mitglied der Kurhessischen Ständeversammlung
- Hermann Suchier (1848–1914), Romanist
- Alfred Thienemann (1858–1923), Dirigent und Komponist
- Ferdinand Thürmer (1900–1981), Klavierbauer, Rundfunkintendant und Versicherungskaufmann
- Gideon Vogt (1830–1904), Philologe, Direktor des Kasseler Friedrichsgymnasiums
- Karl Wippermann (1831–1911), Journalist und Politiker
- Wilhelm Wittich (1840–1907), Philologe, Gymnasiallehrer in Aschersleben und Kassel
- Georg Zülch (1851–1890), Lehrer und Heimatforscher

## Ehrenmitglieder
1. Wilhelm Rang, 1850
2. Karl Fürer, 1851
3. Karl Brandau, 1858
4. Emil Plümer, 1866
5. Wilhelm Lotz, 1870
6. Victor Hüter, 1870
7. Edmund Hess, 1873
8. Hans Strahl, 1885
9. Heinrich Winkhaus, 1888
10. Karl Kothe, 1895
11. Wilhelm Schultheis, 1895, Vorsitzender des oKC 1896
12. Ernst Justi, 1905
13. Wolrad Marc, 1905
14. Christian Buss, 1908
15. Eduard Kleinschmidt, 1921
16. Eduard Rusche, 1921
17. Karl Redlich, 1925
18. Eduard Bergmann, 1925
19. Walter Dassel, 1925
20. Fritz Hohmeier, 1930
21. Rudolf Haarmann, 1933
22. Ferdinand Bang, 1935
23. Ludwig Gerstein, 1938
24. Paul Rocholl, 1938
25. Hermann v. Spindler, 1950, ausgeschieden
26. Hans Sievert, 1954
27. Hermann Naumann, 1955
28. Robert Lehr, 1956
29. Wolfram Schweckendieck, 1973
30. Rolf Geilhof, 1985
31. Hans Erich de Wyl, 1985
32. Edzard Dettmers, 2000
33. Bernhard v. Brevern, 2003
34. Hans-Jürgen Zechlin, 2009
35. Folkmar Lantzius-Beninga, 2012
36. Helmut Gömpel, 2012
37. Hans-Werner Springorum, 2015
38. Ingo Schulz-Hennig